# Кировское водохранилище (Казахстан)
Кировское водохранилище (каз. Киров бөгені) — одно из водохранилищ Казахстана, организованное на реке Кушум. Располагается в Акжаикском и Байтерекском районах Западно-Казахстанской области.
Длина водохранилища — 21,6 км, ширина — 4 км, площадь — 39,1 км². Наибольшая глубина — 7 м[уточнить], средняя — 1,6 м. Объём воды — 62,9 км³. Высота над уровнем моря — 22,0 м.
Кировское водохранилище образовано в 1967 году. Оно осуществляет многолетнее регулирование стока реки Кушум. Используется для нужд энергетики и ирригации. К водохранилищу примыкает система оросительных каналов.